# Eatyourkimchi
Eatyourkimchi ist eine Website, auf der die kanadischen Expats Simon Stawski und Martina Sazunic durch ihre Videos dem Publikum Tipps über das Leben in Südkorea vermitteln. Der YouTube-Kanal, auf dem die Videos erscheinen, ist der 18. meistbesuchte in Südkorea und ihre Videos zählen inzwischen mehr als 130 Millionen Aufrufe.
Kimchi ist eine traditionelle koreanische Speise, die z. B. aus Chinakohl hergestellt wird.

## Videotipps für das alltägliche Leben
Simon und Martinas Videos sind dazu da, um dem Publikum (aus vorwiegend fremden Ländern) einen Einblick in das zu verschaffen, den es durch Reiseführer und Behörden sonst nicht bekäme. Eatyourkimchi ermöglicht “einen einheimischen Einblick, was koreanische Kultur angeht, den man im durchschnittlichen Reiseführer nicht findet,” sagt Elysabeth Hahm von der Nachrichtenagentur Yonhap. Die Videos sind humorvoll gestaltet und ziehen ein Publikum an, was lieber “zuschaut,” als zu lesen.
Der Videoblog enthält einige sich wiederholende Themen wie die koreanische Sprache, koreanisches Essen und koreanische Musik. Einzelne Videos zeigen, wie eine südkoreanische Waschmaschine funktioniert, wie man Essen bestellt, Tischklingeln in südkoreanischen Restaurants und wie man Rechnungen begleicht. Die Serie zeigt z. B. Zubereitungshilfen für Bulgogi, Samgyeopsal und Galbi. Die Seite enthält auch einige wöchentliche Serien, so wie Kpop Music Mondays (eng. K-Pop-Musik-Montage), Wonderful Treasure Find--kurz WTF--(eng. Entdeckung eines wunderbaren Schatzes), und Too Long; Didn’t Read—kurz TL;DR—(eng. Zu lang; hab ich nicht gelesen).

## Hintergrund

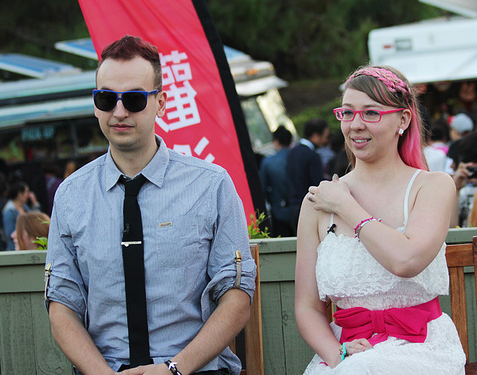
Simon and Martina Stawski

Simon Stawski und Martina Sazunic kommen ursprünglich aus Kanada und sind 2008 nach Südkorea gezogen. Als sie am 31. Mai 2008 ankamen, hatte es zwischen Nord- und Südkorea einige besorgniserregenden Ungereimtheiten gegeben und beide begannen schon am Flughafen mit ihrem ersten Video, um den Eltern zu versichern, dass es ihnen gut ging. Schnell wuchs der Blog aber zu einem „Alles-über-Korea“-Kanal heran.
Eat Your Kimchi ist interessant, nicht nur wegen seiner eigenen Geschichte. Es ist auch Teil größerer Trends in Südkorea. Vor dem Jahr 2002 gab es keine Blogs in Südkorea, aber seitdem steigt die Zahl der Blogger jedes Jahr und dasselbe gilt auch für ausländische Blogger in Südkorea. Im Jahre 2008 kam YouTube auf den südkoreanischen Markt und veränderte das Leben der südkoreanischen Bürger. Sogar 2011 ist das Format ihrer Videoblogs noch besonders. „Kaum jemand macht Videos speziell über Korea“, sagt Martina Sazunic.
2020 zog das Paar zurück nach Kanada. Am 21. Februar 2021 verkündeten sie ihre Scheidung auf Instagram und teilten mit, dass beide weiterhin neuen Inhalt hochladen werden.

## Publikum und Empfang
Laut der Zeitung Korean Herald hat es Eatyourkimchi auf die Liste der 21 „nützlichsten Webseiten“ geschafft und wurde auf Hiexpat.com zum besten Übersiedler-Blog in Südkorea gewählt. Die zwei Blogger sind inzwischen in einigen südkoreanischen Fernsehshows aufgetreten, darunter Heart to Heart, Quilt Your Korean Map, Star King und Running Man. Manchmal werden sie von Menschen auf der Straße wiedererkannt und fotografiert.
Martina Stawski berichtet, dass Eatyourkimchi weltweit bekannt ist, aber dass das Publikum sich auf Australien, Kanada, Südkorea und die Vereinigten Staaten konzentriert. Die Videos von Eatyourkimchi werden online durch iTunes, Facebook, Twitter, Tumblr und YouTube großräumig verteilt. Der Channel der beiden erreichte bisher mehr als 695.000 Abonnenten und die Videos genießen mehr als 190 Millionen Aufrufe. Ihre Webseite, welche auch Videos enthält, zählt monatlich mehr als 750.000 Hits von mehr als 100.000 Usern.